# Skythrenchelys zabra
Skythrenchelys zabra är en fiskart som beskrevs av Castle och Mccosker, 1999. Skythrenchelys zabra ingår i släktet Skythrenchelys och familjen Ophichthidae. IUCN kategoriserar arten globalt som livskraftig. Inga underarter finns listade i Catalogue of Life.